# Txutu

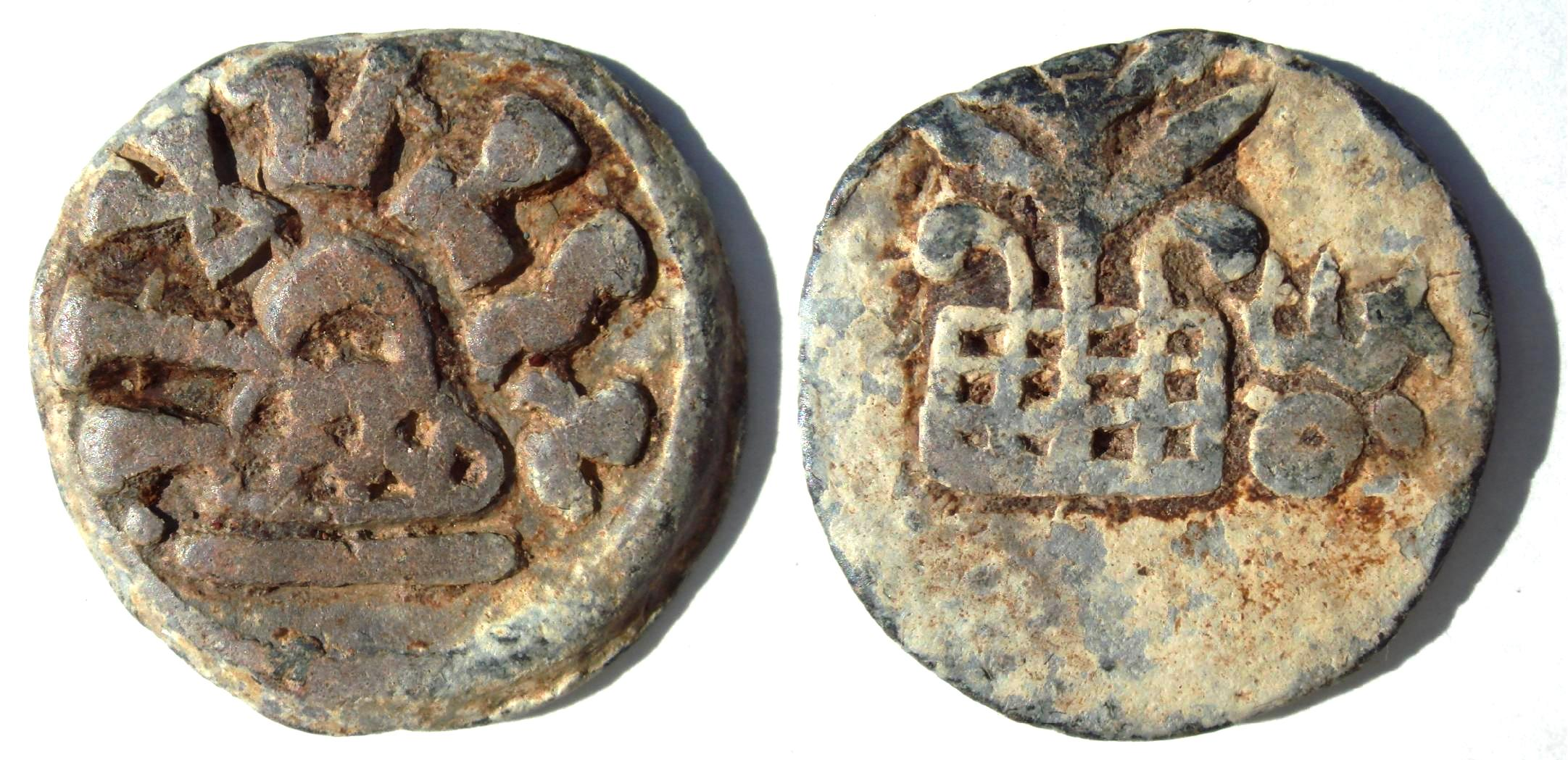
Moneda del rei Txutu Mulananda c. 125-345 CE. Karshapana de plom 14.30g. 27 mm.

El regne Txutu (kanara: ಚುಟು) fou un regne menor del Dècan a la zona septentrional del Sud de l'Índia entre el segle iii i el segle iv amb la capital a Banavasi. Els txutus foren una dinastia vassalla de l'Imperi Satavahana, però alguns autors afirmen que foren un estat independent. Les inscripcions dels txutus s'on, junt amb els edictes d'Aixoka, les restes epigràfiques més antigues que s'han trobat a la part nord de l'actual estat de Karnataka.
Les monedes txutu s'han trobat a molts jaciments arqueològics arreu de Karnataka. Són de plom i foren encunyades durant el regne de Mulananda, vers AD 125-345. Una moneda mostra a l'anvers un turó o stupa sobre un riu i al revers un arbre dins d'una tanca amb el triratna (símbol de les tres joies) a la dreta.

## Reis principals
- Txutukulananda (30 BCE-70 CE)
- Mulananda (78-175 CE)
- Sivalananda (175-280 CE)